# Штефешть (комуна)
Штефешть, Штефешті (рум. Ștefești) — комуна у повіті Прахова в Румунії. До складу комуни входять такі села (дані про населення за 2002 рік):
- Скуртешть (1421 особа)
- Тиршорень (175 осіб)
- Штефешть (811 осіб) — адміністративний центр комуни

Комуна розташована на відстані 88 км на північ від Бухареста, 33 км на північ від Плоєшті, 53 км на південний схід від Брашова.

## Населення
За даними перепису населення 2002 року у комуні проживали 2407 осіб, усі — румуни. Усі жителі комуни рідною мовою назвали румунську.
Склад населення комуни за віросповіданням:
| Релігія       | Кількість осіб | Відсоток |
| ------------- | -------------- | -------- |
| православні   | 2382           | 99,0%    |
| баптисти      | 15             | 0,6%     |
| адвентисти    | 7              | 0,3%     |
| римо-католики | 2              | 0,1%     |
| п'ятдесятники | 1              | < 0,1%   |